# Уко, Феликс
Феликс Альфред Уко (англ. Felix Alfred Ucko; 4 января 1919, Нью-Йорк, Нью-Йорк — 27 октября 1996, Колдуэлл, Нью-Джерси) — американский хоккеист на траве, полевой игрок. Участник летних Олимпийских игр 1948 и 1956 годов.

## Биография
Феликс Уко родился 4 января 1919 года в американском городе Нью-Йорк.
Окончил медицинскую школу, работал психиатром. Имел степень доктора медицины. Был членом Американской психиатрической ассоциации.
Играл в хоккей на траве за «Нью-Йорк».
В 1948 году вошёл в состав сборной США по хоккею на траве на летних Олимпийских играх в Лондоне, поделившей 10-12-е места. Играл в поле, провёл 3 матча, мячей не забивал.
В 1956 году вошёл в состав сборной США по хоккею на траве на летних Олимпийских играх в Мельбурне, занявшей 12-е место. Играл в поле, провёл 3 матча, мячей не забивал.
Умер 27 октября 1996 года в американском городе Колдуэлл в штате Нью-Джерси.

## Семья
Младший брат — Курт Уко (1921—2018), американский хоккеист на траве. Участник летних Олимпийских игр 1956 года.